# بخش برمخو (چاکو)
بخش برمخو (به اسپانیایی: Departamento Bermejo) یک منطقهٔ مسکونی در آرژانتین است که در استان چاکو واقع شده‌است. بخش برمخو ۲٬۵۶۲ کیلومتر مربع مساحت و ۲۴٬۲۱۵ نفر جمعیت دارد.